# Wojciech Tyczyński
Wojciech Jan Tyczyński (ur. 6 stycznia 1892 w Skolem, zm. 7 marca 1959 we Wrocławiu) – pułkownik piechoty Wojska Polskiego, kawaler Orderu Virtuti Militari.

## Życiorys
Urodził się w Skolem (pow. stryjski, woj. stanisławowskie), w wielodzietnej robotniczej rodzinie Jana i Marii z Nadziejowskich. Po maturze, którą uzyskał w 1913 roku w Stryju, rozpoczął studia na Wydziale Prawa Uniwersytetu im. Jana Kazimierza we Lwowie.
W czasie I wojny światowej wcielony został do cesarskiej i królewskiej armii. Po ukończeniu austriackiej szkoły oficerskiej w Klagenfurcie został mianowany na stopień podporucznika, następnie skierowano go na front austriacko-rosyjski potem na austriacko-rumuński. W 1916 roku został ranny. Po wyleczeniu, już jako porucznik, znalazł się na froncie austriacko-włoskim, gdzie w 1918 roku został dowódcą batalionu. Po klęsce Austrii przeszedł z batalionem na stronę włoską.
We Włoszech pełnił służbę w Pułku im. Garibaldiego, a po przybyciu do Francji w 9 pułku strzelców polskich Armii Polskiej gen. Józefa Hallera. W jej szeregach wrócił w 1919 roku do Polski. Będąc kapitanem, jako dowódca batalionu 51 pułku piechoty Strzelców Kresowych, walczył w wojnie polsko-bolszewickiej. Ciężko ranny trafił do szpitala. Za wykazane męstwo i odwagę na polu chwały odznaczony został Krzyżem Srebrnym Orderu Virtuti Militari i dwukrotnie Krzyżem Walecznych.
Po wyleczeniu w stopniu majora wrócił w 1921 roku do pułku, który stacjonował w Brzeżanach. Dowodził II batalionem, a później objął obowiązki zastępcy dowódcy 51 pp. 3 maja 1922 roku został zweryfikowany w stopniu majora ze starszeństwem z dniem 1 czerwca 1919 roku i 477. lokatą w korpusie oficerów piechoty.
23 stycznia 1928 roku został awansowany na podpułkownika ze starszeństwem z dniem 1 stycznia 1928 roku i 46. lokatą w korpusie oficerów piechoty.
28 czerwca 1933 roku został przeniesiony ze stanowiska zastępcy dowódcy 51 pułku piechoty w Brzeżanach na stanowisko dowódcy 56 pułku piechoty wielkopolskiej w Krotoszynie. Dowodząc pułkiem sprawował jednocześnie funkcję dowódcy garnizonu Krotoszyn. Obok sukcesów szkoleniowych i w dyscyplinie pułk pod jego dowództwem osiągał także sukcesy w innych dziedzinach. Pułk ten szczycił się orkiestrą pułkową, chórem żołnierskim i teatrem garnizonowym. W 1938 roku, w czasie kryzysu czechosłowackiego, został dowódcą kombinowanego pułku piechoty 25 Dywizji Piechoty, z którym wziął udział w zajęciu Zaolzia. Po wykonaniu zadania powrócił do dowodzenia 56 pp. Na tym stanowisku zastała go wojna.
Walczył na czele pułku podczas obrony Krotoszyna, w bitwie nad Bzurą, w walkach w Kampinosie. Po przebiciu się do Warszawy brał udział w obronie stolicy. Na mocy rozkazu dowództwa Armii „Warszawa” płk Tyczyński został dowódcą obrony odcinka od „Filtrów po tory”. Za działania we wrześniu 1939 roku został odznaczony Krzyżem Złotym Orderu Virtuti Militari.
Po kapitulacji stolicy przebywał w niewoli niemieckiej: początkowo w Oflagu II A Prenzlau, potem w II B Arnswalde, II D Gross-Born i Sandbostel k. Bremy. Podczas pobytu w Oflagu II B Arnswalde od 20 grudnia 1940 do 28 września 1941 roku był polskim komendantem (najstarszym). Czas pobytu w niewoli wykorzystał do spisania wspomnień z walk wrześniowych. Po oswobodzeniu przez Anglików przebywał w 112 ośrodku byłych jeńców w Delmenhorst, gdzie opracował sprawozdanie z walk swego pułku.
Do kraju wrócił w 1947 roku i zamieszkał we Wrocławiu. Utrzymywał się pracując fizycznie. Pochowany został na cmentarzu parafialnym przy ul. Raszkowskiej w Krotoszynie (kwatera wojskowa, sektor 3W-6-8). Grób jego wymieniany jest jako miejsce godne odwiedzenia. 

## Ordery i odznaczenia
- Krzyż Złoty Orderu Wojennego Virtuti Militari (1939)
- Krzyż Srebrny Orderu Wojskowego Virtuti Militari nr 5254 (1922)[7]
- Krzyż Kawalerski Orderu Odrodzenia Polski (11 listopada 1936)[8][9]
- Krzyż Walecznych (dwukrotnie, po raz drugi w 1921)[10]
- Złoty Krzyż Zasługi (10 listopada 1928)[11]
- Medal Niepodległości (24 października 1931)[12]
- Medal Pamiątkowy za Wojnę 1918–1921[13]
- Medal Dziesięciolecia Odzyskanej Niepodległości[13]
- Odznaka za Rany i Kontuzje[13]
- Odznaka Pamiątkowa 51 pułku piechoty[13]
- Srebrny Medal Zasługi Wojskowej (Austro-Węgry)[14]

## Upamiętnienie
Jego imieniem oraz imieniem pułku, którym dowodził nazwano ulice niektórych miast Wielkopolski, m.in. w Krotoszynie, Sulmierzycach i Pogorzeli.